# Kobuk River
Der Kobuk River ist ein 450 Kilometer langer Zufluss der Tschuktschensee im Nordwesten des US-Bundesstaats Alaska.

## Verlauf
Sein Quellgebiet liegt in den Endicott Mountains im Gates-of-the-Arctic-Nationalpark nahe dem Polarkreis. Er fließt westwärts entlang der Südflanke der Brookskette, zunächst durch tiefe Schluchten und dann mäandernd durch breite Feuchtgebiete. Im Unterlauf durchquert er zwischen den Baird und den Waring Mountains den Kobuk-Valley-Nationalpark. Etwa 20 Kilometer vor der Mündung in das Hotham Inlet des Kotzebue Sounds beginnt sich der Kobuk in ein breites Delta aufzufächern.
Während des Pleistozän gab es mindestens fünf große Vergletscherungen im Nordwesten Alaskas. In den Zwischeneiszeiten sammelten sich durch starken Ostwind glazifluviale Ablagerungen von Flussufern und Sanderflächen als äolisches Sediment auf einer Fläche von rund 800 km² entlang des Kobuk an. Der Großteil davon ist heute von Wäldern und Tundra bewachsen, 83 km² sind jedoch aktive Dünen. Die Great Kobuk Sand Dunes liegen rund drei Kilometer südlich des Flusses östlich des Kavet Creek, die Little Kobuk Sand Dunes acht Kilometer südlich des Flusses im südöstlichen Teil des Nationalparks und die Hunt River Dunes direkt am Kobuk an der Mündung des Hunt River.

## Naturschutz
Der 175 Kilometer lange Abschnitt des Kobuk River im Gates-of-the-Arctic-Nationalpark wurde 1980 durch den Alaska National Interest Lands Conservation Act als National Wild and Scenic River unter der Verwaltung des National Park Service ausgewiesen.

## Flussfauna
Der Weißlachs (Stenodus leucichthys) bildet in der Region einen wichtigen Bestandteil der Subsistenzwirtschaft. Die Oberläufe von Kobuk River und Selawik River sind die einzigen bekannten Laichplätze dieser Fischart im Nordwesten von Alaska. Die Fische verbringen ihr gesamtes Leben im Fluss oder im Mündungsbereich des Flusses. Sie überwintern im Selawik Lake und im Brackwasser des Hotham Inlet.